# Xã Augusta, Quận Butler, Kansas
Xã Augusta (tiếng Anh: Augusta Township) là một xã thuộc quận Butler, tiểu bang Kansas, Hoa Kỳ. Năm 2010, dân số của xã này là 1.371 người.